# Rochedo
Rochedo é um município de Mato Grosso do Sul, localizado na região Centro-Oeste do Brasil, sendo o sexagésimo primeiro maior do estado em área territorial (equivalente a 0,4389% do território estadual), com 1 567,666 km², e o sepultagésimo primeiro em população (com 5 mil e 199 de habitantes, em 2022), tendo Corguinho, Bandeirantes, Jaraguari, Terenos e a capital Campo Grande como seus municípios vizinhos.

## Geografia

### Localização
O município de  está situado no sul da região Centro-Oeste do Brasil, no Centro Norte de Mato Grosso do Sul (Microrregião de Campo Grande). Localiza-se a uma latitude 19º57'11" sul e a uma longitude 54º53'33" oeste. Distâncias:
- 74 km da capital estadual (Campo Grande).
- 1 098 km da capital federal (Brasília).

### Geografia física
Solo
Predomina, no município, Latossolo  de textura argilosa, com alta e baixa fertilidade natural. Na porção oeste e sentido norte-sul ocorre Neossolos.
Relevo e altitude
Está a uma altitude de 260 m. Caracterizado por declividades suaves com uma topografia tabular em sua maior extensão, há uma série de escarpas e ressaltos tipográficos nos limites sul e leste do município. O município de Rochedo encontra-se na Região da Borda Ocidental da Bacia do Paraná, com as Unidades Geomorfológicas: Terceiro Patamar da Borda Ocidental e Segundo Patamar da Borda Ocidental e Região dos Planaltos Arenítico-Basálticos Interiores com a unidade geomorfológica; Divisores Tabulares dos Rios Verde e Pardo.
Apresenta relevo plano, geralmente elaborado por várias fases de retomada erosiva, com relevos elaborados pela ação fluvial e áreas planas  resultante de acumulação fluvial sujeita a inundações periódicas.
Clima, temperatura e pluviosidade
Está sob influência do clima tropical (AW), com características do clima úmido a sub-úmido. Apresenta índice efetivo de umidade com valores anuais variando de 20 a 40%. A precipitação pluviométrica varia entre 1.500 a 1.750mm anuais, excedente hídrico anual de 800 a 1.200mm durante um a seis meses e deficiência hídrica de 350mm durante quatro meses.No verão muito calor e na época do Inverno muito frio.
Hidrografia
Está sob influência da Bacia do Rio da Prata. O Rio Aquidauana é um afluente pela margem direita do rio Miranda, com 620 km de extensão. Navegável da foz até a cidade de Aquidauana. Nasce na serra de Maracaju, acima e ao oeste de São Gabriel do Oeste e percorre o vale entre as serras da Boa Sentença e Maracaju. Banha as cidades de Corguinho, Rochedo, Aquidauana e Anastácio.
Vegetação
Se localiza na região de influência do Cerrado. A cobertura vegetal predominante é a pastagem plantada. Em menor proporção se 
apresenta o Cerrado nas fisionomias: Arbóreo Denso (Cerradão) e Arbóreo Aberto (Campo Cerrado). As lavouras representam pequena parcela.

### Geografia política
Fuso horário
Está a -1 hora com relação a Brasília e -4 com relação a Meridiano de Greenwich (Tempo Universal Coordenado).
Área
Ocupa uma superfície de de 1 560,647 km².
Subdivisões
Rochedo (sede).
Arredores
Corguinho, Bandeirantes, Jaraguari, Campo Grande e Terenos.

## História
A formação do Povoado de Rochedo teve início em 1931, quando uma leva de nordestinos, especialmente baianos, alagoanos e pernambucanos, acampou à margem direita do rio Aquidauana, na tentativa de descobrir possíveis mouchões diamantíferos a exemplo do que já vinha ocorrendo no percurso daquele rio. Os esforços daquela gente, depois de exploração em exploração, foram compensados pela descoberta de rica jazidas de diamantes. Os bons resultados obtidos determinaram a chegada de novos contingentes humanos e dentro em pouco a corrutela teve a sua população elevada a 2.000 pessoas. Esse desenvolvimento rápido foi passageiro. Os meios rudimentares utilizados na garimpagem determinaram a queda de produção e estagnação do povoado, agravado pelo êxodo de grande parte dos garimpeiros a procura de outros veios e outras riquezas. De que ficaram voltaram sua atenção para a agricultura, a pecuária e a extração da madeira, como nova possibilidade econômica da povoação. Foi elevada a distrito pela Lei N.º 293, de 9 de dezembro de 1933. Pelo Decreto-Lei Estadual nº 545, de 31 de dezembro de 1943, o Distrito de Rochedo passou a denominar-se Taveira. Elevado à categoria de município com a denominação de Rochedo pela Lei N.º 204 de 23 de novembro de 1948, sendo desmembrado de Campo Grande e instalado em 1 de janeiro de 1949.
Em 1977 o município passa a fazer parte do atual estado de Mato Grosso do Sul.

### Topônimo
Não se tem notícia da origem do topônimo Rochedo. O Rio Aquidauana corre sobre leito rochoso na periferia da cidade. Presume-se que isso tenha concorrido para que o povoado constituído pelos garimpeiros que ali chegaram, tenha recebido a denominação de Rochedo em vista de tal fato.

### Hino Oficial
Autor: Desembargador José Amancio de Sousa Filho(Zé Martilho). 

Agradeço ao herói altaneiro 

Grande fibra, valor e ação 

Que num arroubo assim pioneiro 

Nos legou este amado Rincão
OH! Rochedo seu nome encerra 

A bravura dos filhos que tem 

A riqueza que brota da terra 

E do leito dos rios também
Oh! Rochedo de grandes valores 

O fanal de qualquer rochedense 

Os artistas que são seus cultores 

Altivez do sulmatogrossense
Sua história, cultura os esportes 

E o rico folclore que vem 

A fazer os teus filhos mais fortes 

Na justiça, no amor e no bem...

## Demografia
Sua população estimada em 2011 era de 4.972 habitantes.